# Jill Tuck
Jill Tuck es un personaje ficticio de la saga de películas de terror Saw. Es la exesposa de Jigsaw.

## Perfil
Antes de que John se convirtiera en Jigsaw, Jill era su esposa. Ambos dirigían una clínica de desintoxicación, para la gente enviciada y necesitada. Jill estaba embarazada de John e iban a tener un hijo a quien llamarían Gideon. Pero un trágico día, cuando Jill finalizaba su turno y John la esperaba fuera de la clínica en su auto, Cecil, uno de los que diariamente concurrían a la clínica, le pide a Jill que le alcance su chaqueta, ya que la había dejado dentro del edificio. Pero cuando Jill abre la puerta para devolverle la prenda, Cecil la ataca, amenazándola con un cuchillo para que le de las llaves para robar en la clínica. Jill se queda esperándolo, y avanza con miedo hacia la puerta por donde él acaba de entrar. Pero Cecil sale violentamente sin ver a Jill, golpeando su estómago con la puerta. Cecil intenta ayudarla, ya que sus intenciones no eran herirla, pero finalmente opta por huir. John lo ve desde su auto y entra a ver qué pasa. Entonces encuentra a Jill con el estómago desangrándose. Al llevarla al hospital, los doctores le informan que Jill ha perdido al bebé y que deben operarla. John se pone inconsolable y después de ver cómo está Jill tras la operación, se dirige hacia su taller, donde se encierra por unos días.
Un tiempo después, Jill y Art Blanc un abogado que estaba por realizar un breve negocio con John, lo van a visitar a su taller. John se pone grosero y los echa a ambos.
Otro tiempo después, Jill visita nuevamente a John (ya que le habían diagnosticado cáncer de cerebro) y lo encuentra trabajando con un curioso traje blanco y sucio. Mientras John no estaba, Jill había revisado sus cosas y encontrado fotos de Cecil, el asesino de su hijo Gideon. Jill le pregunta a John qué le hizo pero John la vuelve a echar. Sería la última vez que Jill ve a John. Pronto, John comienza a salir en los periódicos y revistas, ya que resulta ser el asesino Jigsaw. La policía, enterada de su relación con John, llama a Jill para interrogarla, pero ella no logra darles la suficiente información.
En Saw VI se convierte en ayudante de Jigsaw al morir este último, pues según ella, John no quería que Hoffman continuara con el legado y ella debía serlo en su lugar.
En un clip de Saw 3D aparece en una prueba hecha por Hoffman en la cual ella muere partiéndose en 2, la cual resulta ser una pesadilla.

## Muerte
Se revela que el sobre que Jill había repartido a una persona (el cual no se sabía su contenido) era para Gordon. El sobre contenía una cinta, con instrucciones de John, la cual decía que si algo le llegara a pasar a Jill, éste matara al asesino con una trampa de su elección. Hoffman después de idear un juego y engañar a la policía logra encontrar a Jill (quien recibía custodia policial por revelar que Mark fue coautor junto a John de los juegos) y la mata con la trampa de oso invertida. Luego, quema toda evidencia de la existencia de Jigsaw en el taller donde operaba y al salir es atrapado por Gordon y otras 2 personas desconocidas (con  máscaras de cerdo, que resultaron ser Brad y Ryan). Gordon elige nada más y nada menos que su propia trampa (la del baño subterráneo), sólo que Hoffman moriría sin ninguna opción de escapatoria. Hoffman trata de alcanzar un serrucho, pero no lo logra. Gordon, acordándose que con ese serrucho se cortó su pie, lo toma primero que él y lo lanza fuera del baño. Gordon,  después de eso, sale del baño y dice la frase "fin del juego" y encierra a Hoffman, mientras éste grita de desesperación y lo maldice.

## Saw Rebirth
En el cómic Saw rebirth, Jill hace una pequeña aparición mostrándonos momentáneamente su amor a John y cómo lo deja (aunque Saw IV contradiga esto, ya que en la película, Jigsaw deja a Jill).
Como curiosidad, en el cómic, Jill es morena.

## Actriz
La actriz Betsy Russell es la encargada de dar vida a Jill en Saw III, Saw IV, Saw V, Saw VI, Saw VII.

## Apariciones
- Saw III
- Saw IV
- Saw V
- Saw VI
- Saw 3D

## Doblaje
- Nuria Domenech dobla a Jill en Saw III, Saw IV, Saw V, Saw VI, Saw VII y Saw X (España).
- María Roíz dobla a Jill en Saw IV y Saw VI (México).
- Adriana Casas dobla a Jill en Saw V (México).
- Maite Bolívar dobla a Jill en Saw V (redoblaje de Venezuela).
- Valeria Gómez dobla a Jill en Saw 3D (Argentina).